# 森本みゆき
森本 みゆき（もりもと みゆき、1月13日 - ）は、日本の漫画家。血液型はO型。山口県下関市在住。東筑紫短期大学植物栄養学科卒業。

## 概要
1994年、芳文社まんがタイムスペシャル7月号にて『新人4コマまんが展』にもりちゃん名義にて『美女はお好き!?』で入選。同年森本みゆきとペンネームを変更し「まんがホーム」で『大好きマドンナ先生』、「まんがタイムスペシャル」で『ご機嫌いかが?みなみちゃん』をそれぞれ連載開始。以降「まんがタイムラブリー」「まんがタイムスペシャル」をはじめとした芳文社の各4コマ漫画誌で執筆していた。
代表作である『みそ汁シル・ブ・プレ』や『START!』、『きまぐれ三重奏』の後半などで見られた、なかなか思いが伝わらない・すれ違うといった思春期の恋愛模様を描く作品を得意としていた。また、代表作のひとつ「きまぐれ三重奏」の主人公三姉妹とその母親は、自身や自身の母と姉妹をモデルとしており、次女真昼のモデルは森本本人とのこと。

## 作品リスト
※作品は全て芳文社出版の4コマ漫画誌に掲載。
- 大好きマドンナ先生（1994年-1997年、まんがホーム）
- ご機嫌いかが?みなみちゃん（1994年8月-1996年5月、まんがタイムスペシャル）※単行本きまぐれ三重奏1巻に収録
- みそ汁シル・ブ・プレ（1996年6月-2006年3月、まんがタイムスペシャル）※単行本4巻まで発行
- きまぐれ三重奏（1997年9月-2007年4月、まんがタイムラブリー）※単行本2巻まで発行
- START!（1998年-、まんがタイムナチュラル）
- シェラにお願いっ!!?（-2005年10月、まんがタイムファミリー）
- たぬき屋4代目 まいどありっ!!?（2005年11月-2008年10月、まんがタイムファミリー）
- 僕らのMADONNA!?（2006年4月-2007年8月、まんがタイムスペシャル）